# Mangosta nana de Somàlia
La mangosta nana de Somàlia (Helogale hirtula), també coneguda com a mangosta nana del desert, és una mangosta que es troba a l'Àfrica oriental, particularment a Etiòpia, Kenya i Somàlia.

## Subespècies
- Helogale hirtula ahlselli (Lönnberg, 1912)
- Helogale hirtula annulata (Drake-Brockman, 1912)
- Helogale hirtula hirtula (Thomas, 1904)
- Helogale hirtula lutescens (Thomas, 1911)
- Helogale hirtula powelli (Drake-Brockman, 1912)